# Escola Divindade Colgate Rochester Crozer
A Escola Divindade Colgate Rochester Crozer (em inglês:   Colgate Rochester Crozer Divinity School ) é um seminário batista em Rochester (Nova Iorque), Estados Unidos. Ele é afiliado das Igrejas Batistas Americanas EUA.

## História
A escola tem suas origens na fundação da New York State Baptist Education Society por treze homens batistas em 1817. Em 1819, a escola foi aprovada pelo estado e inaugurada em 1820. Em 1823, o Baptist Theological Seminary em Nova York se fundiu com ele para formar a Hamilton Literary & Theological Institution. Foi rebatizado Colgate Theological Seminary em 1835. Em 1850 abriu um campus em Rochester. Em 1928, os seminários Colgate e Rochester se fundiram para formar a Colgate Rochester Divinity School. Em 1970, a escola mudou-se para Rochester (Nova Iorque) e fundiu-se com Crozer Theological Seminary para se tornar a Colgate Rochester Crozer Divinity School.
Em 2016, ela vendeu seu prédio em Highland Park (Rochester (Nova Iorque)). Em 2019, mudou-se para um shopping, o Village Gate Square, ainda em Rochester.

## Afiliações
Ela é membro das Igrejas Batistas Americanas EUA.